# Seguro de incendios

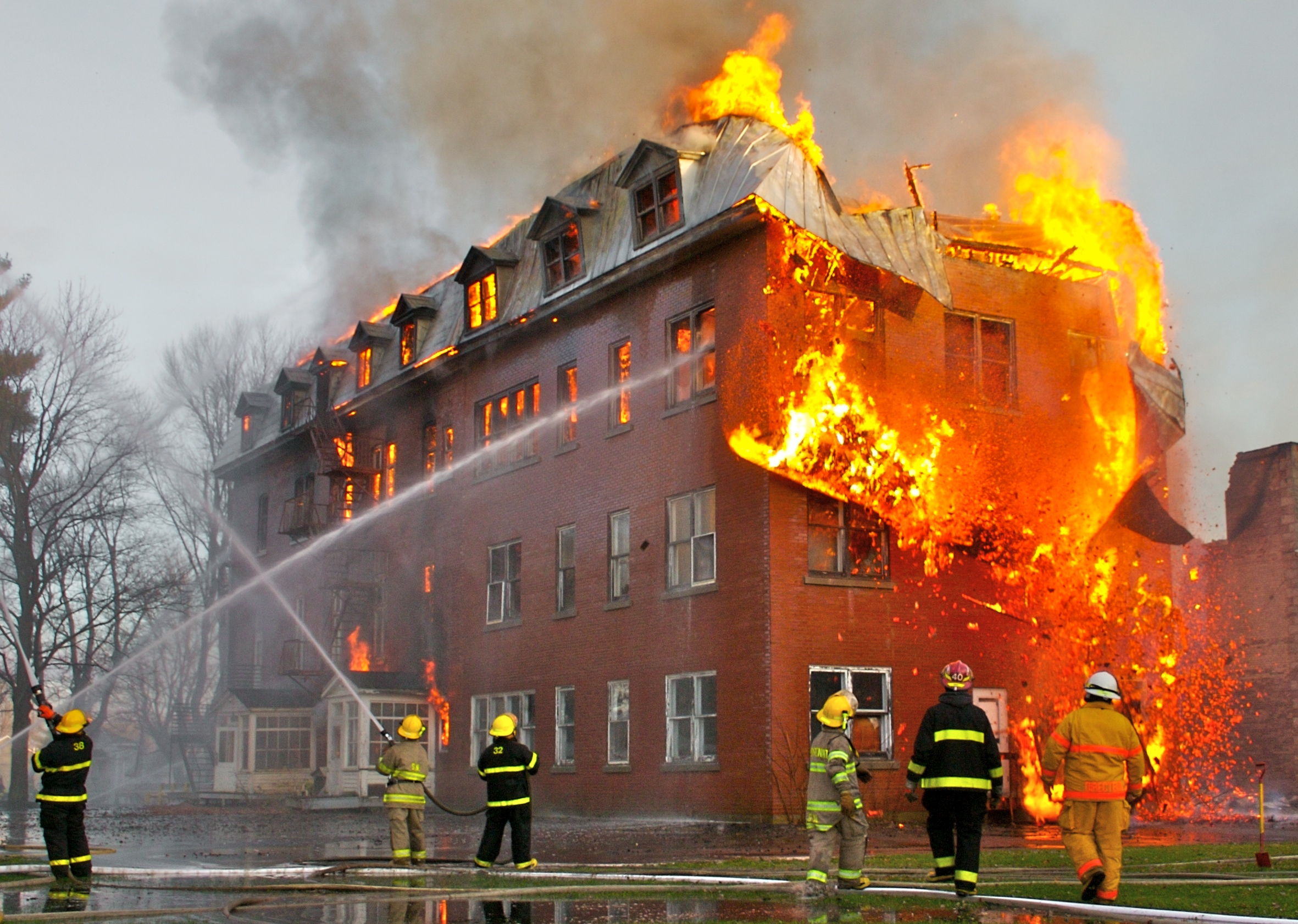
Un incendio en Massueville, Quebec, Canadá. El seguro contra incendios de la propiedad permitirá compensar los daños ocasionados a la propiedad y su contenido por el fuego.

El seguro contra incendios es un tipo de seguro que provee protección contra pérdidas causadas por incendios, rayos, y los bienes en instalaciones bajo riesgo de incendio. La compañía aseguradora acepta, mediante el pago de una tarifa, reembolsar al asegurado en caso de que ocurra un incendio. La póliza estándar limita la cobertura al costo de reemplazo de la propiedad destruido menos su depreciación. Las pérdidas indirectas, como las que resultan de la interrupción del negocio, en principio están excluidas pero pueden estar cubiertas por un contrato de seguro adicional. Las tasas de este tipo de seguro dependen de la calidad de los sistemas de detección y protección contra incendios en la propiedad, el tipo de construcción del edificio (materiales constructivos), el tipo de actividad realizada dentro del edificio y el grado en que el edificio está expuesto a incendios que pudieran originarse fuera de él.
Ciertos tipos de bienes, tales como registros contables, dinero, escrituras y valores, con frecuencia se excluyen de la cobertura del seguro contra incendios o se declaran no asegurables. Las pérdidas por causas tales como guerra, invasión, insurrección, revolución, robo y abandono por parte del asegurado habitualmente también se excluyen. La cobertura se suspende si el asegurado realiza alguna acción que incrementa el riesgo de incendio o si la propiedad no está habitada más allá de un período específico. Cualquiera de las partes puede cancelar la póliza por cualquier motivo, pero el asegurador debe notificar al asegurado con anticipación sobre la cancelación. La póliza puede especificar además que el asegurador puede reemplazar o reconstruir la propiedad dañada en lugar de hacer una liquidación en efectivo.